# Андрей Чилерджич (єпископ)
Андре́й Чиле́рджич (серб. Єпископ Андреј, в миру Андрея Чилерджич, серб. Андреjа Ћілерџіћ; 21 серпня 1961, Оснабрюк, Нижня Саксонія, ФРН) — єпископ Православної церкви Сербії, єпископ Австрійсько-Швейцарський.

## Біографія
Народився 21 серпня 1961 року в Оснабрюці в Західній Німеччині в родині ставрофорного протоієрея Добрівоя Чилерджича. Початкову і середню школу закінчив у Дюссельдорфі.
З вересня 1980 до червня 1981 роки перебував на Афоні в монастирі Григоріат.
У вересні 1981 року вступив на богословський факультет Сербської Православної Церкви в Белграді, який закінчив 25 березня 1986 року.
7 січня 1987 року в монастирі Високі Дечани своїм духовним наставником ієромонахом Іринеєм Буловичем був пострижений у чернецтво.
8 березня 1987 року в храмі святого Сави в Дюссельдорфі єпископом Західно-Європейським Лаврентієм Трифуновичем був висвячений у сан ієродиякона.
З 1987 по 1989 рік - аспірант Університету Аристотеля в Салоніках (Греція). Служив архідияконом в храмі Святої Софії.
З 1989 по 1993 рік служив викладачем (суплентом) в Прізренській духовної семінарії, де був регентом семінарського хору.
21 листопада 1990 року в храмі святого Сави в Дюссельдорфі висвячений в сан ієромонаха єпископом Моравицьким Іринеєм Буловичем.
З 1992 року - насельник монастиря Святих Архангелів в Ковилі.
З 1993 по 1995 рік служив секретарем відділу міжцерковних відносин Священного Синоду Сербської православної церкви.
26 липня 1999 возведений в сан протосинкела.
19 серпня 2002 возведений у сан архімандрита.
У 2005-2006 роках, перебуваючи в Босолей-Монте-Карло, вивчав французьку мову.
З 2006 по 2008 рік служив доцентом Економічного інституту при Міністерстві праці Дюссельдорфа.
З 2008 року проводив дослідження в області православної еклезіології в Інституті православного богослов'я Мюнхенського університету. У травні 2010 року був обраний асистентом кафедри православної догматики.
У Мюнхені служив в грецькому православному храмі Всіх Святих і каплиці святителя Миколая (РПЦЗ).
26 травня 2011 року на черговому засіданні Архієрейському Соборі Сербської православної церкви обраний єпископом Ремесіанським, вікарієм Белградсько-Карловацької архієпископії.
18 вересня 2011 року в Белградській соборній церкві хіротонізований на єпископа Ремесіанського, вікарія Белградсько-Карловацької архієпископії. Хіротонію здійснили: Патріарх Сербський Іриней, Митрополит Чорногорської-Приморський Амфілохій Радович, Архиєпископ Охридський і Митрополит Скопський Іоанн Вранішковський, єпископ Атанасій Євтич, єпископ Шабацький Лаврентій Трифунович, єпископ Жицький Хризостом Столич, єпископ Осечкопольський і Бараньський Лук'ян Владулов, єпископ Враньський Пахомій Гачич,єпископ Шумадійський Іоанн Младенович, єпископ Далматинський Фотій Сладоєвич, єпископ Нішський Іоанн Пурич, єпископ Горнокарловацький Герасим Попович, єпископ Крушевацький Давид Перович, єпископ Єгарський Порфирій Перич, єпископ Ліплянський Іоанн Чулібрк, єпископ Синопський Афінагор Пекстадт (Константинопольська православна церква).
23 травня 2014 року рішенням Архієрейського Собору призначений єпископом Австрійсько-Швейцарським. Його висвячення відбулося 20 липня у Відні.